# Саваи, Агнеш
Агнеш Саваи (венг. Szávay Ágnes; род. 29 декабря 1988, Кишкунхалаш, Венгрия) — венгерская теннисистка; полуфиналистка одного турнира Большого шлема в парном разряде (Открытый чемпионат США-2007; четвертьфиналистка одного турнира Большого шлема в одиночном разряде (Открытый чемпионат США-2007; победительница семи турниров WTA (из них пять в одиночном разряде); победительница одного юниорского турнира Большого шлема в одиночном разряде (Открытый чемпионат Франции-2005; победительница двух юниорских турниров Большого шлема в парном разряде (Открытый чемпионат Франции, Уимблдон-2005); финалистка одного юниорского турнира Большого шлема в одиночном разряде и одного в парном разряде (Открытый чемпионат Австралии-2005); бывшая вторая ракетка мира в юниорском рейтинге.

## Общая информация
Савай начала играть в теннис в возрасте шести лет, под руководством своих родителей, ставших её первыми тренерами и менеджерами.
Отца Агнеш зовут Жолт, мать — Терезия. Потом её тренировали Зольтан Уйхиди, Левенте Баратоши, Миклош Хорнок и Карл-Хайнц Веттер. Сейчас тренером венгерки числится Габор Ковеш.
Агнеш — не одна профессиональная теннисистка в семье Савай, её сестра Бланка (пятью годами моложе), также ищет себя в этом виде спорта. Ещё у неё есть брат Левент (студент).
Агнеш владеет венгерским и английским языками.
Любимым покрытием считает грунт. Лучшим своим ударом Агнеш считает подачу.

## Спортивная карьера

### Юниорские годы
Первые соревнования в высшей лиге юниорского тенниса Агнеш провела в мае 2002 года.
В марте 2003-го пришли первые крупные успехи — Савай дошла до полуфинала турнира высшей категории в Сан-Паулу. Вскоре удаётся выиграть и первый значимый турнир на этом уровне — в апреле венгерка побеждает на турнире категории G1 в Умаге. В мае Агнеш дебютировала на турнире Большого шлема — на кортах Roland Garros. Оставшийся год прошёл без особых успехов.
В эти же сроки Агнеш показала вполне неплохие результаты в парных соревнованиях — в марте дуэт Савай / Сатмари дошёл до финала турнира категории G2 в Аргентине.
В феврале 2004 года Савай победила на турнире G1 в Пршерове, спустя несколько недель венгерка вновь неплохо выступила в Бразилии — сначала дойдя до финала в Сан-Паулу, а затем выйдя в полуфинал в Порту-Алегри. Во второй половине июля Агнеш дошла до полуфинала закрытого чемпионата Европы.
В паре ей удалось дойти до полуфинала турнира G1 в Квебеке, а затем выйти на US Open.
2005 год стал лучшим и последним в юниорской карьере Савай. В одиночном разряде она провела 5 турниров и на каждом не проигрывала раньше четвертьфинала: были выиграны Roland Garros и закрытый чемпионат Европы, добыт финал на Australian Open.
Парный год был столь же успешен — выиграны три турнира (Roland Garros, Уимблдон и турнир G1 в Мельбурне), а также сыгран финал на Australian Open. Успехи в Мельбурне были достигнуты в паре с чешкой Николой Франковой, а европейские турниры Большого шлема — с белоруской Викторией Азаренко.
27 июня того же года Агнеш достигла своей лучшей позиции в юниорском рейтинге — став 2-й ракеткой мира.
По окончании чемпионата Европы Савай досрочно завершила юниорскую карьеру, сосредотачиваясь на выступлениях во взрослых турнирах.

### Первые годы взрослой карьеры
Дебютные взрослые соревнования были сыграны в октябре 2003 года на ряде мелких турниров в Португалии. В парном разряде удалось сходу достигнуть финала — на 10-тысячнике в Карчавелуше.
В июне 2004 года Агнеш одержала свою первую победу над игроком Top300 — переиграла в первом круге 25-тысячника в Вадуце 271-ю ракетку мира — немку Антонию Матич. В сентябре того же года был выигран первый взрослый турнир — Савай победила на 10-тысячнике в Чампино. По итогам года венгерка значилась 378-й ракеткой мира.
В парном разряде удалось достигнуть финала на домашнем турнире WTA в Будапеште (в содружестве с соотечественницей Вираг Немет).
В сезоне 2005 года Агнеш прошла квалификацию на своём первом же турнире WTA — в Боготе. В первом матче в основе удалось одержать свою дебютную победу над игроком Top200 — переиграла марокканку Байю Моухтассине. Следом удалось пройти квалификацию на соревнованиях в Акапулько.
В июле венгерка добралась до своего первого полуфинала на турнирах WTA — в Модене. В четвертьфинале того турнира ею была обыграна 23-я ракетка мира Франческа Скьявоне из Италии, благодаря этому успеху Агнеш отыгрывала более ста позиций в одиночном рейтинге и впервые вошла в число двухсот сильнейших одиночниц мира.
До конца года Агнеш в основном играла квалификации турниров. В отборах она одержала ещё несколько побед над игроками Top100 (самая крупная из которых произошла в Цюрихе — обыграна тогдашняя 30-я ракетка мира Анабель Медина Гарригес). Сезон завершила на 181-й строчке одиночного рейтинга.
В паре Агнеш Савай удалось выиграть 75-тысячник в Динане, позже были достигнуты полуфинальные стадии турниров WTA в Стамбуле и Ташкенте. В конце года, с третьей попытки, полуфинальную стадию на соревнованиях подобного уровня удалось преодолеть, однако в финале турнира в Хасселте были взяты лишь 7 геймов у Эмили Луа и Катарины Среботник. Год был завершён на 95-й строчке рейтинга.
В этом же году Агнеш провела свой первый матч за сборную в Кубке Федерации.

### 2006
Успехи прошлого года позволили сыграть в сезоне-2006 январскую серию в Океании, в том числе дебютировать в квалификации взрослого турнира Большого шлема. Подтвердить достижения прошлого года сначала не получалось, и к маю Савай вернулась в середину третьей сотни мирового рейтинга.
На Roland Garros Агнеш одержала своё первые победы в квалификации турнира Большого шлема, дойдя до финальной стадии отбора.
Выправить результаты удалось только к осени — на соревнованиях в Северной Америке Савай сначала прошла квалификацию на 75-тысячнике в Альбукерке; затем дошла до финала на 50-тысячнике в Ашленде (также начав с отбора); далее был добыт четвертьфинал на 50-тысячнике в Сан-Франциско и выигран аналогичный турнир в Хьюстоне. Год завершён на 75-тысячнике в Дубае, где так же удалось достигнуть четвертьфинала. Все эти успехи позволили по итогам года вернуться в Top200.
Парные успехи прошлого года дали возможность дебютировать на Australian Open на соревнованиях Большого шлема. Агнеш и Михаэлла Крайчек дошли до третьего круга, где уступили дуэту Ренне Стаббс / Кара Блэк.
Далее Савай удалось дойти до своего третьего финала на турнирах WTA — на этот раз в Боготе (и вновь поражение). В июле Агнеш выиграла 50-тысячник во французском Виттеле. Осенью, во время всплеска одиночных результатов, дошла до финала в Ашленде и полуфинала в Хьюстоне. Место в Top100 по итогам года отстоять не удалось: Савай — 104-я.

### 2007
Агнеш стала безусловным открытием сезона 2007 года, её прорыв в двадцатку сильнейших был сколь быстрым, столь и невероятным (и, к сожалению, столь же кратковременным). Трудно поверить, но ещё в начале мая (!) она находилась в середине второй сотни. Всё началось с домашнего турнира в Будапеште, где она дошла до полуфинала. Затем последовал выигрыш турнира ITF в Загребе, четвертьфинал в Барселоне, выходы в основную сетку Ролан Гаррос и Уимблдона, 53-е место в рейтинге.
Однако это было только начало. Первый титул WTA не заставил себя долго ждать. Успех пришёл в июле в итальянском Палермо. Это позволило ей впервые попасть в Top-40, став 37-й ракеткой мира. Венгерская теннисистка также выиграла 1-й турнир в паре, вместе с Владимирой Углиржовой одержав победу на турнире 3-й категории в Будапеште.
В августе, Агнеш достигла финала турнира 2-й категории в Нью-Хейвене, выбив по ходу Даниэлу Гантухову, Алёну Бондаренко и Саманту Стосур перед тем, как проиграть Светлане Кузнецовой. После выигрыша 1-го сета (6-4) во втором она снялась из-за небольшого повреждения (при счёте 3-0 в пользу Кузнецовой). Этот результат позволил ей стать накануне US Open 31-й ракеткой мира.
Последовавший за этим US Open, стал поистине триумфальным для молодой теннисистки. Она смогла пройти 32-ю сеяную Михаэллу Крайчек и 7-ю сеяную Надежду Петрову, перед тем как проиграла всё той же Кузнецовой. Она также достигла четвертьфинала в парном разряде вместе с Владимирой Углиржовой.
Затем был финал турнира 2-й категории в китайском Пекине. Агнеш, 6-я сеяная, извлекла максимум пользы из снятия с турнира своей обидчицы по предыдущим турнирам Кузнецовой, добравшись до финала, где вытянула к победе матч против 1-й сеянной (Елена Янкович), завоевав свой 1-й титул на турнире 2-й категории. Агнеш вела в 1-м сете на тай-брейке 5-0, но проиграла его 7-9. Во втором сете венгерская теннисистка ушла сначала с матчболлов при счёте 1-5, а затем и вовсе смогла додавить соперницу, позволив той взять лишь 2 (!) гейма из 14, взяла и сам матч, а как следствие и турнир, войдя в Top-20.
Сезон был закончен преждевременно, когда в 1/4 финала турнира 4-й категории в Сеуле, в матче против Элени Данилиду, ей пришлось сняться после 1-го сета.

### 2008

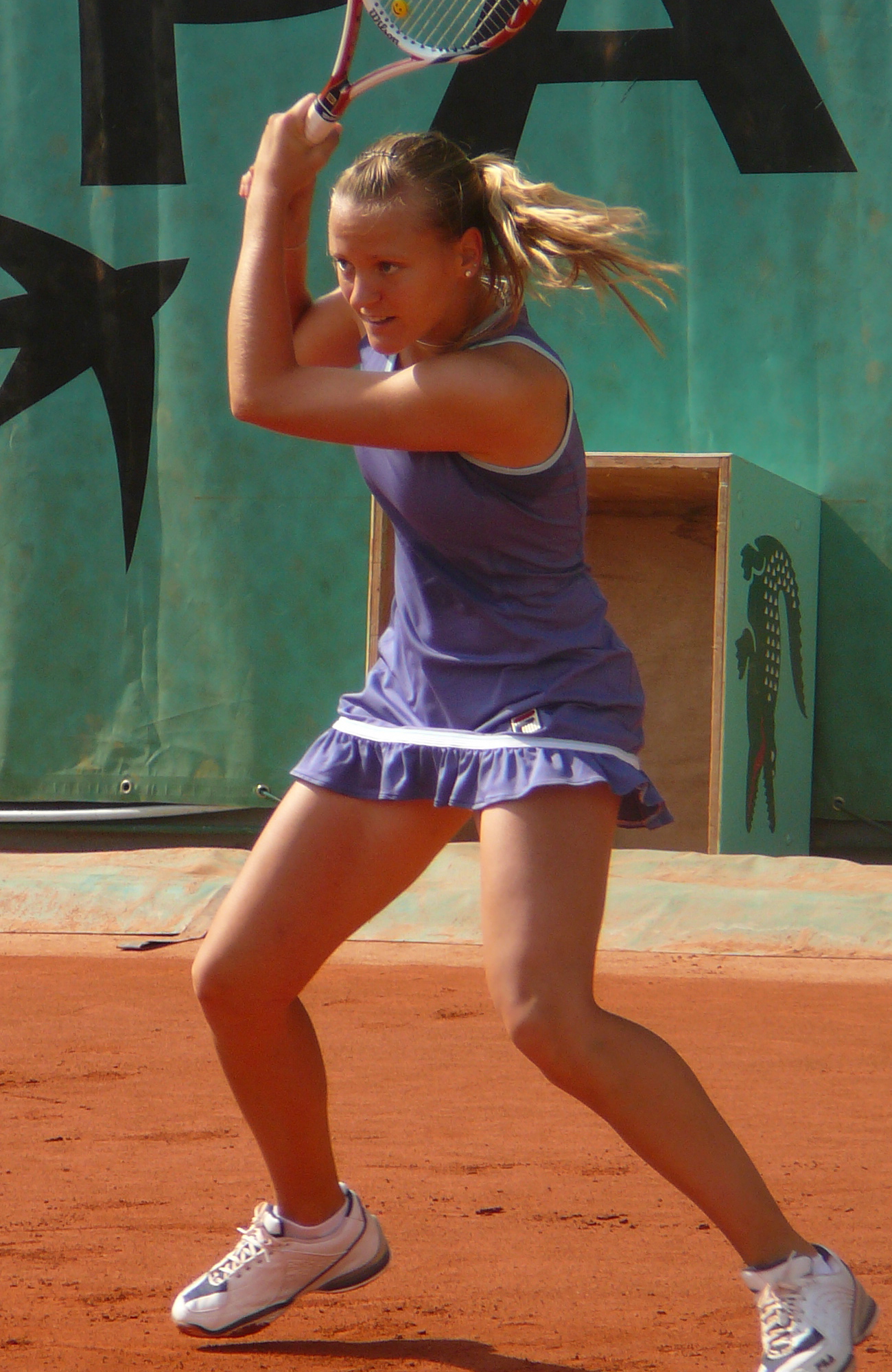
Агнеш на Roland Garros-2008.

Год начала с турнира в австралийском Голд-Косте, где, в паре с Динарой Сафиной, смогла одержать победу в парном турнире, обыграв в полуфинале и финале 1-ю и 2-ю сеянную пару. В одиночке же Агнеш проиграла в 1-м же круге украинской теннисистке Юлианне Федак — 6-3, 5-7, 2-6.
На Australian Open Савай была посеяна 20-й, но проиграла в 1-м же раунде россиянке Екатерине Макаровой 6-3, 4-6, 5-7.
Подготовка к грунтовому сезону для венгерской теннисистки ознаменовалась финалом турнира 2-й категории в Париже (зал). По ходу турнира были обыграны 2-я (Даниэла Гантухова) и 4-я (Елена Дементьева) сеяные, но в финале с Анной Чакветадзе сил хватило только на то, чтобы навязать сопернице 3 сета…
А вот сам грунтовый сезон сложился неудачно. Началось всё с того, что на пяти турнирах подряд (Антверпен, Доха, Дубай, Бангалор, Майами) венгерка смогла выиграть лишь 1 (!) матч, да и тот у 989-й ракетки мира.
В апреле Агнеш даже поднялась на рекордное для себя 13-е место, но это произошло скорее по инерции, из-за того что в начале 2007 года она вообще не играла в основных сетках турниров WTA и все набранные очки шли ей только в плюс.
Затем вроде бы всё наладилось — 3 турнира подряд Агнеш доходила до 1/4 финала, с большой неохотой проигрывая своим соперницам — так, например, в Берлине Ана Иванович смогла дожать её только в 3-м сете.
К концу грунтового сезона всё опять вернулось на круги своя — в Риме Агнеш проиграла уже во 2-м круге (с «баранкой») Саре Эррани, получившей на том турнире WC. На Роллан Гаррос Агнеш уступила чуть позже — в 3-м круге.
На Уимблдоне же Савай попала в 1/8 на разогнавшуюся на том турнире Чжэн Цзе (китаянку смогли остановить только в полуфинале).
На волне от этого поражения Агнеш проиграла на домашнем турнире в Будапеште уже в 1-м же матче.
После небольшого всплеска в результатах на турнире в австрийском Бадгастайне (полуфинал) последовал очередной провал. Но если за 4 турнира по US Open Савай выиграла 3 матча (единственный «нулевой» выезд был сделан на Олимпиаду), то финиш сезона вовсе был одним сплошным разочарованием: на турнирах в Токио, Пекине, Штутгарте, Цюрихе и Линце Агнеш смогла одержать лишь 1 (!) победу, следствием чего к концу года она не только не защитила прошлогодние завоевания, но и повалилась в рейтинге вниз, закончив год на границе третьего и четвёртого десятков.

### 2009
Год начала также, как и закончила предыдущий: 2 официальных турнира — 2 матча в одиночном разряде — 2 поражения. Отчасти получилось выступление в паре — вместе с Весниной дошли до 3-го круга Australian Open, где проиграли будущим финалисткам турнира — паре Гантухова/Сугияма.

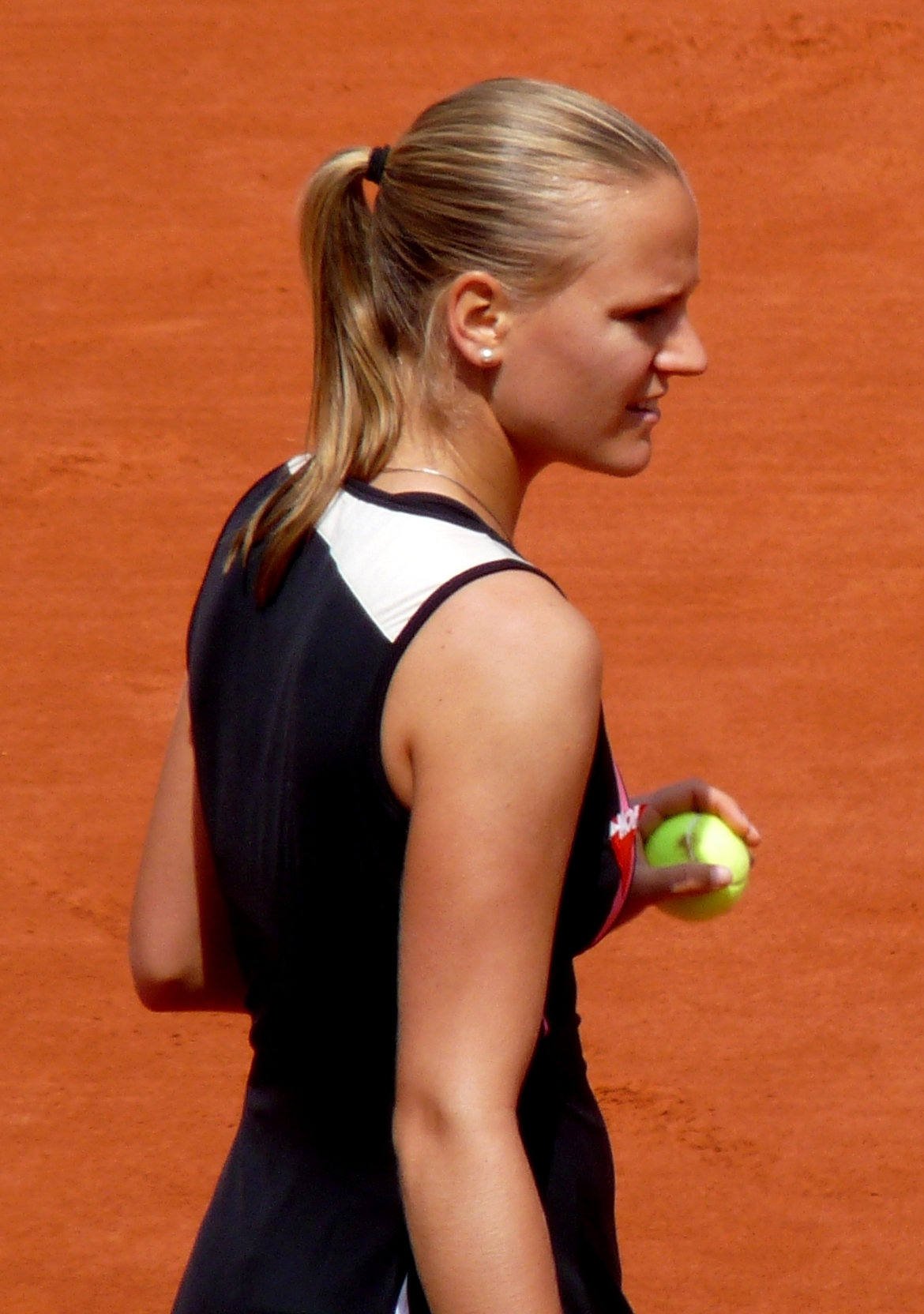
Roland Garros-2009

В феврале помогла сборной Венгрии сохранить место в 1-й группе евро-африканской зоны Кубка Федерации. Затем продолжила череду неудачных результатов — проиграла в 1-х кругах парижского Open GDF Suez и дубайского Barclays Dubai Tennis Championships.
А вот потом результаты стали улучшаться — в Акапулько Агнеш удаётся одержать целых две победы (обыграв, например, Роберту Винчи), пока в 1/4 финала её, не без труда, не остановила будущая победительница турнира Винус Уильямс.
Затем она дважды вышла в четвёртые круги на супертурнирах в Индиан-Уэллсе и Майами (где ей удаётся обыграть недавнюю первую ракетку рейтинга Ану Иванович).
Возвращение в Европу и переход на грунт совпало с небольшим спадом в результатах, однако же в Мадриде она вновь показала впечатляющие результаты — последовательно пройдя Флавию Пеннетту, Араван Резаи и Викторию Азаренко она впервые с Берлина-2008 добилась права сыграть в четвертьфинале на столь крупном турнире. Однако на него сил уже не хватило — взяв у Амели Моресмо в равной борьбе первый сет (7-5), она уступила два последующих (1-6, 1-6) и пропустила в полуфинал свою французскую соперницу.
К главному старту грунтового сезона также удалось подойти в хорошей форме — Агнеш впервые в своей взрослой карьере вышла в четвёртый круг (причём, по ходу турнира, отдала в двух матчах Елене Весниной и Винус Уильямс всего 6 геймов (!)), где уступила Доминике Цибулковой из Словакии — 2-6, 4-6.
Дальнейший же сезон вновь не заладился — за исключением победного домашнего турнира в Будапеште (первый одиночный титул за 22 месяца), Агнеш вновь уступала на ранних стадиях, накопив за 8 турниров на харде под конец сезона лишь 3 победы (одну — на отказе).
Домашний успех позволил продлить сезон участием в турнире на Бали.
Под конец года случилось и вовсе доселе невероятное — Агнеш уступила титул первой ракетки Венгрии.
Сезон завершала в ранге 40-й ракетки мира.

### 2010

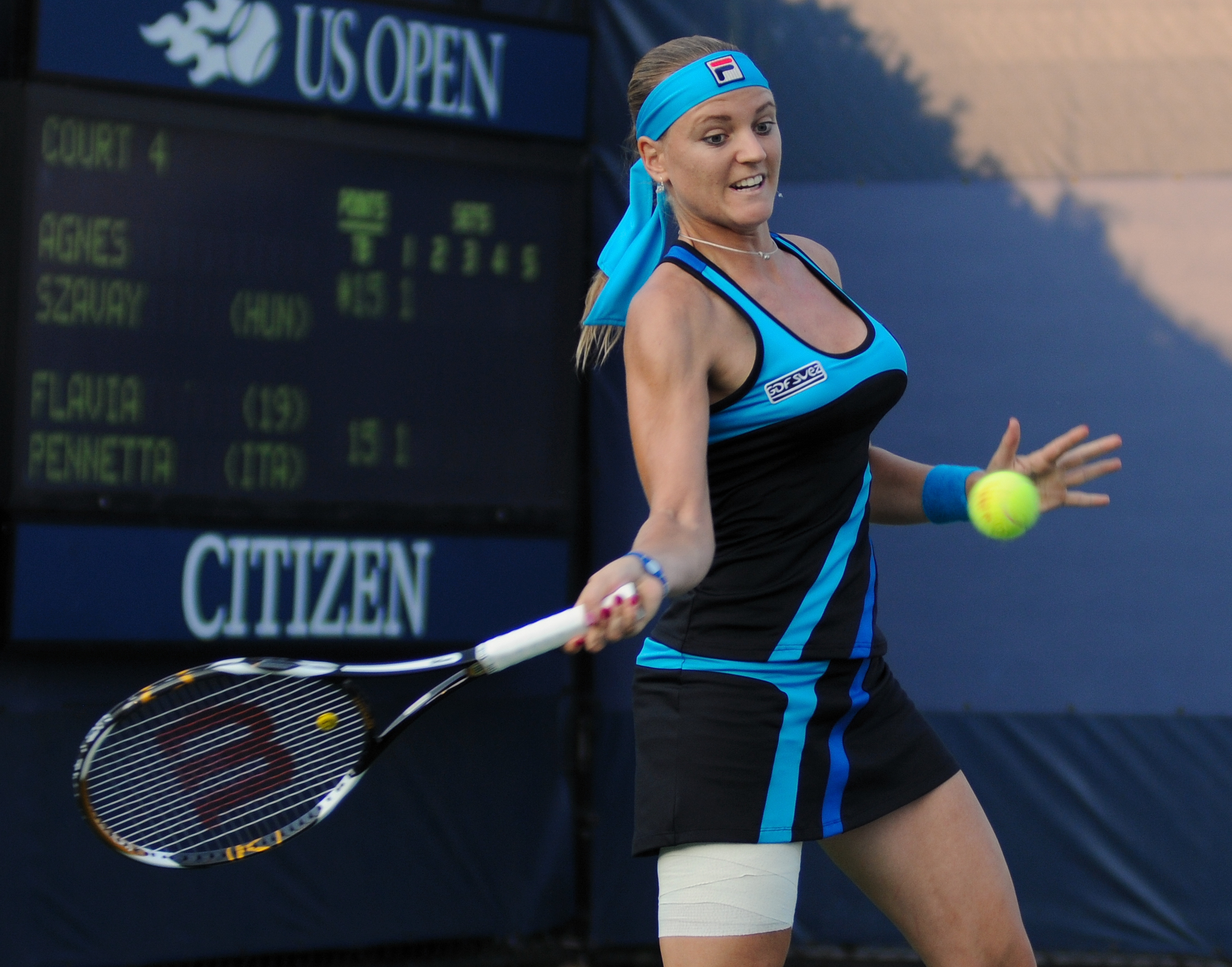
Агнеш на US Open 2010

Более уверенный старт, чем годом ранее, но всё те же не самые высокие результаты — второй круг Сиднея (обыграна экс-первая ракетка мира Елена Янкович) и Мельбурна, но всё равно удалось вернуть звание первой ракетки Венгрии в одиночном разряде.
Следующие 5 турниров (в Париже, Акапулько, Монтеррее, Индиан-Уэллсе и Майами) стабильно проходила в третьи круги, сохраняя позицию в четвёртом десятке рейтинга.
Грунтовый сезон начался без особого успеха — на турнирах в Штутгарте и Эшториле был в сумме выигран лишь 1 матч (правда у Андреа Петкович), а турнир в Мадриде и вовсе закончился досрочно — Агнеш снялась после 7 геймов стартового матча, сославшись на травму правого бедра.
Roland Garros завершился уже во втором круге — Агнеш пересеклась по сетке с находящейся в неплохой форме Надеждой Петровой.
Главное достижение травяного сезона пришлось на парный турнир на Уимблдоне. Агнеш вместе с Юлией Гёргес из Германии дошла до четвертьфинала.
Качественный скачок результатов произошёл во время летней грунтовой серии: Агнеш выиграла десять матчей подряд и взяла 2 турнира — в Будапеште и Праге (в столице Чехии удалось также дойти до первого за 2,5 года парного финала).
Переезд на хард хоть заметно и сбавил дальнейшие результаты, но более слабых или равных по тогдашнему уровню игры соперниц Агнеш проходила. До посева на US Open добраться не удалось, что и обеспечило ранний вылет с последнего в сезоне турнира Большого шлема — уже во втором круге пришлось сыграть с Флавией Пеннеттой.
В завершающем отрезке сезона удалось отметится в полуфинале турнира в Сеуле. Однако уже на следующем турнире — в Токио — было получено относительно серьёзное повреждение левого бедра, из-за которого пришлось завершить досрочно, а в дальнейшем отказаться от участия в Australian Open.

### Окончание карьеры
Возвращение затягивалось — первый турнир в итоге сыгран лишь в марте — на соревнованиях в Индиан-Уэллсе. Постепенно возвращая лучшие игровые кондиции, Агнеш получила очередную травму: после нескольких снятий в начале июня она на год прервала карьеру, пытаясь наконец полностью вылечиться.
Новое возвращение на корт состоялось в апреле 2012 года: несколько соревнований были проведены без особого успеха, а давшие о себе знать проблемы со спиной вскоре заставили вновь прекратить выступления. В феврале 2013 года, после многочисленных обследований и попыток вылечить спину, Савай приняла решение завершить игровую карьеру.

## Рейтинг на конец года
| Год  | Одиночный рейтинг | Парный рейтинг |
| 2012 | 1025              |                |
| 2011 | 256               | 237            |
| 2010 | 37                | 57             |
| 2009 | 42                | 90             |
| 2008 | 28                | 64             |
| 2007 | 20                | 26             |
| 2006 | 207               | 104            |
| 2005 | 181               | 95             |
| 2004 | 378               | 275            |

## Выступления на турнирах

### Финалы турнировWTAв одиночном разряде (7)

#### Победы (5)
| Легенда: До 2009 года       | Легенда: С 2009 года  |
| --------------------------- | --------------------- |
| Турниры Большого Шлема (0)  |                       |
| Олимпиада (0)               |                       |
| Итоговый чемпионат года (0) |                       |
| 1-я категория (0)           | Premier Mandatory (0) |
| 2-я категория (1)           | Premier 5 (0)         |
| 3-я категория (0+2)         | Premier (0)           |
| 4-я категория (1)           | International (3)     |
| 5-я категория (0)           | International (3)     |

| Титулы по покрытиям | Титулы по месту проведения матчей турнира |
| ------------------- | ----------------------------------------- |
| Хард (1+1)          | Зал (0)                                   |
| Грунт (4+1)         | Зал (0)                                   |
| Трава (0)           | Открытый воздух (5+2)                     |
| Ковёр (0)           | Открытый воздух (5+2)                     |

| №  | Дата             | Турнир                | Покрытие | Соперница в финале         | Счёт           |
| 1. | 22 июля 2007     | Палермо, Италия       | Грунт    | Мартина Мюллер             | 6-0 6-1        |
| 2. | 23 сентября 2007 | Пекин, Китай          | Хард     | Елена Янкович              | 6-7(7) 7-5 6-2 |
| 3. | 12 июля 2009     | Будапешт, Венгрия     | Грунт    | Патти Шнидер               | 2-6 6-4 6-2    |
| 4. | 11 июля 2010     | Будапешт, Венгрия (2) | Грунт    | Патти Шнидер               | 6-2 6-4        |
| 5. | 18 июля 2010     | Прага, Чехия          | Грунт    | Барбора Заглавова-Стрыцова | 6-2 1-6 6-2    |

#### Поражения (2)
| №  | Дата            | Турнир          | Покрытие | Соперница в финале | Счёт            |
| 1. | 25 августа 2007 | Нью-Хэйвен, США | Хард     | Светлана Кузнецова | 6-4 0-3 — отказ |
| 2. | 10 февраля 2008 | Париж, Франция  | Хард(i)  | Анна Чакветадзе    | 3-6 6-2 2-6     |

### Финалы турнировITFв одиночном разряде (4)

#### Победы (3)
| Легенда:         |
| ---------------- |
| 100.000 USD (0)  |
| 75.000 USD (1+2) |
| 50.000 USD (1+1) |
| 25.000 USD (0)   |
| 10.000 USD (1)   |

| Титулы по покрытиям | Титулы по месту проведения матчей турнира |
| ------------------- | ----------------------------------------- |
| Хард (1)            | Зал (0+1)                                 |
| Грунт (2+3)         | Зал (0+1)                                 |
| Трава (0)           | Открытый воздух (3+2)                     |
| Ковёр (0)           | Открытый воздух (3+2)                     |

| №  | Дата             | Турнир           | Покрытие | Соперница в финале | Счёт        |
| 1. | 26 сентября 2004 | Чампино, Италия  | Грунт    | Стефания Боффа     | 6-0 6-2     |
| 2. | 22 октября 2006  | Хьюстон, США     | Хард     | Бетани Маттек      | 2-6 6-4 6-1 |
| 3. | 20 мая 2007      | Загреб, Хорватия | Грунт    | Ника Ожегович      | 2-6 6-4 6-1 |

#### Поражения (1)
| №  | Дата           | Турнир      | Покрытие | Соперница в финале | Счёт       |
| 1. | 1 октября 2006 | Эшланд, США | Хард     | Александра Возняк  | 1-6 6-7(2) |

### Финалы турнировWTAв парном разряде (8)

#### Победы (2)
| №  | Дата           | Турнир               | Покрытие | Партнёрша           | Соперницы в финале                  | Счёт    |
| 1. | 29 апреля 2007 | Будапешт, Венгрия    | Грунт    | Владимира Углиржова | Габриэла Навратилова Мартина Мюллер | 7-5 6-2 |
| 2. | 5 января 2008  | Голд-Кост, Австралия | Хард     | Динара Сафина       | Янь Цзы Чжэн Цзе                    | 6-1 6-2 |

#### Поражения (6)
| №  | Дата            | Турнир              | Покрытие | Партнёрша           | Соперницы в финале              | Счёт        |
| 1. | 2 мая 2004      | Будапешт, Венгрия   | Грунт    | Вираг Немет         | Петра Мандула Барбара Шетт      | 3-6 2-6     |
| 2. | 30 октября 2005 | Хассельт, Бельгия   | Хард(i)  | Михаэлла Крайчек    | Эмили Луа Катарина Среботник    | 3-6 4-6     |
| 3. | 26 февраля 2006 | Богота, Колумбия    | Грунт    | Ясмин Вёр           | Жисела Дулко Флавия Пеннетта    | 6-7(1) 1-6  |
| 4. | 3 марта 2007    | Доха, Катар         | Хард     | Владимира Углиржова | Мартина Хингис Мария Кириленко  | 1-6 1-6     |
| 5. | 29 июля 2007    | Бадгастайн, Австрия | Грунт    | Владимира Углиржова | Луция Градецкая Рената Ворачова | 3-6 5-7     |
| 6. | 18 июля 2010    | Прага, Чехия        | Грунт    | Моника Никулеску    | Татьяна Гарбин Тимея Бачински   | 5-7, 6-7(4) |

### Финалы турнировITFв парном разряде (5)

#### Победы (3)
| №  | Дата           | Турнир           | Покрытие | Партнёрша         | Соперницы в финале                | Счёт       |
| 1. | 10 апреля 2005 | Динан, Франция   | Грунт(i) | Михаэлла Крайчек  | Юлия Бейгельзимер Сандра Клёзель  | 4-6 6-7(6) |
| 2. | 23 июля 2006   | Виттель, Франция | Грунт    | Юлия Бейгельзимер | Мэдэлина Гожня Екатерина Макарова | 6-2 7-5    |
| 3. | 20 мая 2007    | Загреб, Хорватия | Грунт    | Эмма Лайне        | Клаудиа Янс Алиция Росольская     | 6-1 6-2    |

#### Поражения (2)
| №  | Дата            | Турнир                 | Покрытие | Партнёрша      | Соперницы в финале               | Счёт        |
| 1. | 12 октября 2003 | Карчавелуш, Португалия | Грунт    | Роми Фара      | Ивета Герлова Катарина Кахликова | 4-6 6-7(6)  |
| 2. | 1 октября 2006  | Эшланд, США            | Хард     | Эшли Харклроуд | Джулия Дитти Милагрос Секера     | 3-6 7-5 2-6 |

## История выступлений на турнирах
| Турнир                       | 2005          | 2006          | 2007          | 2008  | 2009          | 2010          | 2011          | 2012  | Итог   | В/П за карьеру |
| ---------------------------- | ------------- | ------------- | ------------- | ----- | ------------- | ------------- | ------------- | ----- | ------ | -------------- |
| Турниры Большого Шлема       |               |               |               |       |               |               |               |       |        |                |
| Открытый чемпионат Австралии | -             | К             | К             | 1Р    | 1Р            | 2Р            | -             | -     | 0 / 5  | 2-5            |
| Открытый чемпионат Франции   | -             | К             | 2Р            | 3Р    | 4Р            | 2Р            | 1Р            | -     | 0 / 6  | 12-6           |
| Уимблдон                     | -             | -             | 2Р            | 4Р    | 1Р            | 1Р            | -             | -     | 0 / 4  | 7-4            |
| Открытый чемпионат США       | К             | -             | 1/4           | 2Р    | 1Р            | 2Р            | -             | 1Р    | 0 / 6  | 6-6            |
| Итог                         | 0 / 1         | 0 / 2         | 0 / 4         | 0 / 4 | 0 / 4         | 0 / 4         | 0 / 1         | 0 / 1 | 0 / 21 |                |
| В/П в сезоне                 | 0-1           | 2-2           | 13-4          | 6-4   | 3-4           | 3-4           | 0-1           | 0-1   |        | 27-21          |
| Олимпийские игры             |               |               |               |       |               |               |               |       |        |                |
| Летняя олимпиада             | Не проводился | Не проводился | Не проводился | 1Р    | Не проводился | Не проводился | Не проводился | 1Р    | 0 / 2  | 0-2            |

К — проигрыш в отборочном раунде.
| Турнир                       | 2006  | 2007  | 2008  | 2009          | 2010          | 2011          | 2012  | Итог   | В/П за карьеру |
| ---------------------------- | ----- | ----- | ----- | ------------- | ------------- | ------------- | ----- | ------ | -------------- |
| Турниры Большого Шлема       |       |       |       |               |               |               |       |        |                |
| Открытый чемпионат Австралии | 3Р    | 2Р    | 1Р    | 3Р            | 2Р            | -             | -     | 0 / 5  | 6-5            |
| Открытый чемпионат Франции   | 1Р    | 3Р    | 3Р    | 2Р            | 2Р            | 2Р            | -     | 0 / 6  | 7-6            |
| Уимблдон                     | -     | 2Р    | 3Р    | 1Р            | 1/4           | -             | -     | 0 / 4  | 6-4            |
| Открытый чемпионат США       | -     | 1/2   | -     | 2Р            | 1Р            | -             | 1Р    | 0 / 4  | 5-4            |
| Итог                         | 0 / 2 | 0 / 4 | 0 / 3 | 0 / 4         | 0 / 4         | 0 / 1         | 0 / 1 | 0 / 19 |                |
| В/П в сезоне                 | 2-2   | 8-4   | 4-3   | 4-4           | 5-4           | 1-1           | 0-1   |        | 27-21          |
| Олимпийские игры             |       |       |       |               |               |               |       |        |                |
| Летняя олимпиада             | НП    | НП    | 1Р    | Не проводился | Не проводился | Не проводился | 1Р    | 0 / 2  | 0-2            |